# Siglă

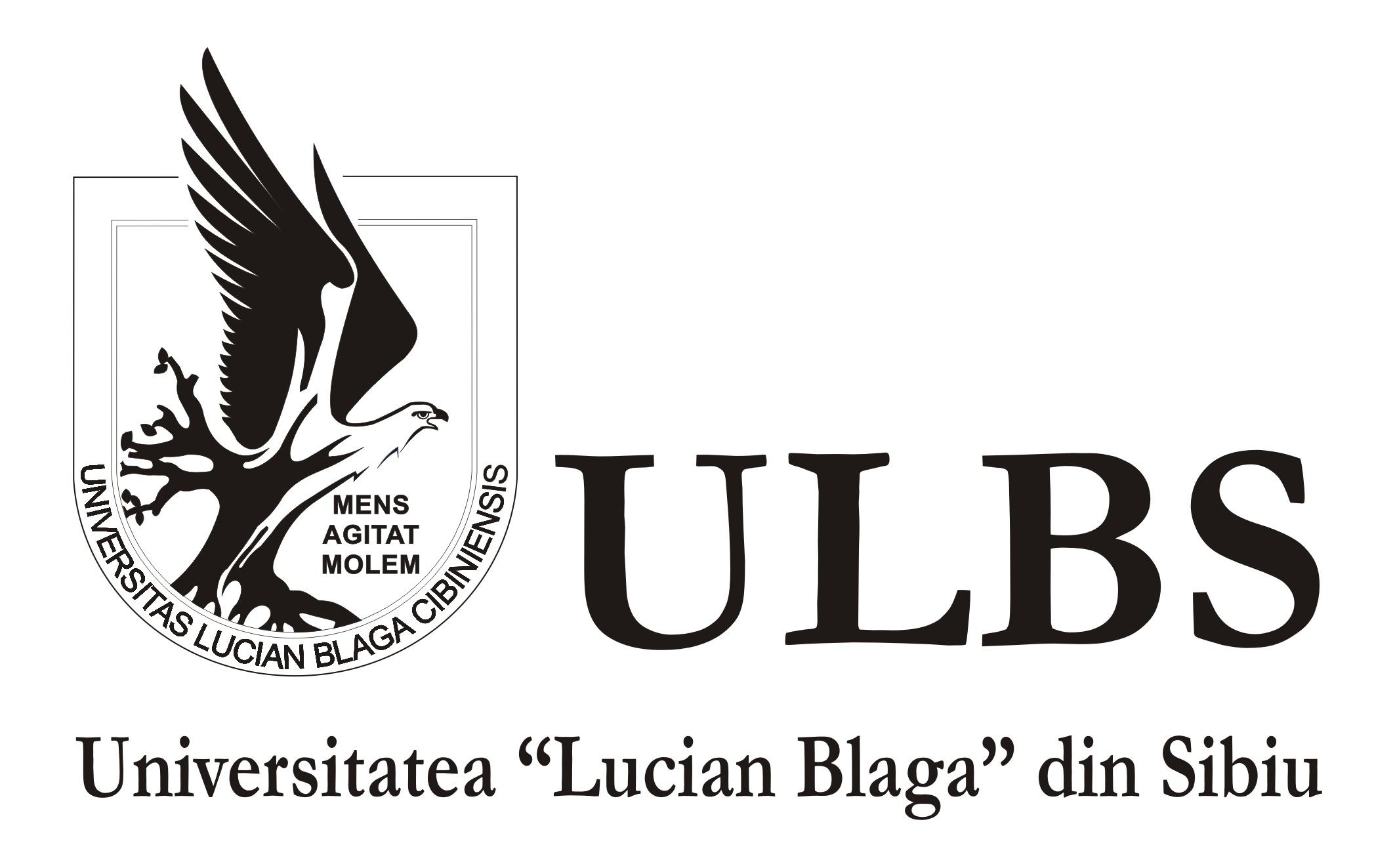
Logoul Universității „Lucian Blaga” din Sibiu cuprinzând sigla de la numele instituției

În lingvistică, o siglă este prescurtarea unei sintagme, de regulă păstrându-se literele inițiale ale cuvintelor și ale componentelor de cuvânt compus cu sens lexical.
Spre deosebire de abrevierile folosite numai în scris, de exemplu O (← oxigen), kg (← kilogram), I. L. Caragiale (← Ion Luca Caragiale), serg. (← sergent), d-ta (← dumneata), op. cit. (← opera citată), siglele sunt folosite și în vorbire, alcătuirea lor fiind un procedeu de formare a cuvintelor ca unul din mijloacele interne de îmbogățire a lexicului. Ele interesează în primul rând lexicologia, dar și morfologia, care studiază și integrarea lor în sistemul limbii.

## Etimologia termenului
Termenul siglă este un împrumut din limba franceză, sigle, sau din latină, sigla. Acesta din urmă era folosit în limbajul juridic, cuvânt la neutru plural folosit numai cu această formă, având sensul „semne de abreviere”.

## Caracteristici ale siglelor
Din punctul de vedere al pronunțării lor, există de regulă două feluri de sigle. Unele se pronunță alfabetic, adică pe litere, cu numele acestora, de exemplu:
ro  C.F.R. [t͡ʃe.feˈre] (← Căile Ferate Române);
fr  S.N.C.F. [ɛs.ɛn.seˈɛf] (← Société nationale des chemins de fer „Societatea Națională a Căilor Ferate’);
en  TV [ˌtiːˈviː] (← television);
hr  RH [er.ha] (← Republika Hrvatska „Republica Croația”);
hu  MTA [ˈɛm.teː.ɒ] (← Magyar Tudományos Akadémia „Academia Ungară de Științe”);
Alte sigle sunt de așa natură, încât se pot pronunța silabic, adică precum cuvintele obișnuite:
ro  SUA [ˈsu.a] (← Statele Unite ale Americii);
fr  CAPES [kaˈpɛs] (← Certificat d’aptitude au professorat de l’enseignement du second degré „certificat de aptitudine pedagogică pentru învățământul secundar”);
en  NATO [ˈneɪ.toʊ] (← North Atlantic Treaty Organization ’Organizația Tratatului Atlanticului de Nord);
hr  ULUH [ˈu.luh] (← Udruženje likovnih umjetnika Hrvatske „Uniunea Artiștilor Plastici din Croația”);
hu  MÁV [maːv] (← Magyar Államvasutak „Căile Ferate de Stat Ungare”).
Uneori, creatorii de denumiri și de sigle se străduiesc ca acestea să fie omonime ale unor cuvinte preexistente având o oarecare legătură semantică cu ceea ce denumesc. Astfel este, de pildă, ESPRIT (← en  European Strategic Programme on Research in Information Technology „Programul strategic european de cercetare în tehnologia informației”), omonim al cuvântului francez esprit „spirit”.
În unele limbi, anumite sigle se pronunță în ambele feluri, ex. fr  ONU [ɔ.ɛnˈny] sau [ɔˈny] (← Organisation des nations unies), en  UNO [juːenˈəʊ] sau [ˈjuːnəʊ] (← United Nations Organization).
Mai rar, într-o singură siglă, o parte se pronunță pe litere, cealaltă – silabic, ex. MS-DOS [ɛmɛsˈdɒs], CD-ROM [ˌsiːˌdiːˈrɒm].
Siglele care se pronunță alfabetic sunt considerate numai sigle, dar cele pronunțate silabic sunt considerate în același timp și acronime, pe lângă abrevierile considerate numai acronime, care sunt formate din segmente de cuvânt mai mari de un sunet, eventual împreună cu litere inițiale, precum Benelux (← BElgique, NEderland, LUXembourg „Belgia, Țările de Jos, Luxemburg”) sau radar (← RAdio Detection And Ranging „detecție și localizare radioelectrică”).
Siglele sunt de multe ori abrevieri ale numelor unor organisme oficiale, instituții, state, partide, asociații, cluburi sportive, societăți comerciale, publicații etc. În acest caz sunt substantive proprii. Exemple:
ro  RATB (← Regia Autonomă de Transporturi București;
fr  OTAN (← Organisation du traité de l’Atlantique nord „Organizația Tratatului Atlanticului de Nord”);
en  UNESCO (← United Nations Educational, Scientific and Cultural Organization „organizația pentru educație, știință și cultură a națiunilor unite”);
hr  HDZ (← Hrvatska Demokratska Zajednica „Uniunea Democrată Croată”);
hu  FTC (← Ferencvárosi Torna Club „clubul de gimnastică din Ferencváros”).
Există și sigle substantive comune sau, mai rar, alte părți de vorbire:
ro  O.Z.N. (← obiect zburător neidentificat);
fr  SIDA (← syndrome immuno-déficitaire acquis „sindrom imuno-deficitar dobândit”);
en  OK (← oll korrect < all correct „totul în regulă”);
hu  szja (← személyi jövedelmi adó „impozit pe venitul personal”).
În general, în sigle nu apar și inițialele cuvintelor gramaticale, de exemplu:
fr , ro  T.V.A. (← taxe (à la) valeur ajoutée „taxă (pe) valoarea adăugată”);
en  USA (← United States (of) America „Statele Unite ale Americii”);
hr  HAZU (← Hrvatska akademija znanosti (i) umjetnosti „Academia Croată de Științe și Arte”);
hu  IBUSZ (← Idegenforgalmi, Beszerzési, Utazási (és) Szállítási Rt. „S.A. de Turism, Achiziții, Călătorii și Transporturi”).
Sunt, totuși, și excepții, de obicei pentru a se evita ca sigla să fie prea scurtă sau pentru ca să se pronunțe silabic:
fr  S.D.N. (← Société des nations „Societatea Națiunilor”);
en  ENIAC (← electronic numerical integrator and computer „integrator și calculator numeric electronic”);
bs  ANUBiH (← Akademija Nauka i Umjetnosti Bosne i Hercegovine „Academia de Științe și Arte a Bosniei și Herțegovinei”).

## Integrarea siglelor în sistemul limbii
Siglele trec printr-un proces de lexicalizare, adică sunt integrate în sistemul limbii în calitate de cuvinte. Aceasta constă în aceea că, în funcție de natura lor și de caracteristicile limbii date, primesc determinanți abstracți, li se atribuie un gen gramatical, primesc formă de plural, se declină și devin cuvinte bază pentru formarea de cuvinte prin derivare sau prin compunere. Exemple:
ro  C.F.R. (← Căile Ferate Române) – cu articol hotărât masculin singular, C.F.R.-ul; derivat: ceferist, -ă;
fr  CAPES – cu articol hotărât masculin singular, le CAPES; derivat: capésien, -ne „deținător, -oare al/a CAPES-ului”;
BD (← bande dessinée „bandă desenată”) – cu articol nehotărât plural, des bédés „(niște) benzi desenate”; derivat: bédéiste „autor de benzi desenate”;
hr  HDZ (← Hrvatska demokratska zajednica „Uniunea Democrată Croată”), derivat: hadezeovac „membru al UDC”;
cnr  CNP (← Crnogorska narodna partija „Partidul Național Muntenegrean”), la genitiv CNP-a, la dativ-locativ CNP-u;
hu  ABC sau ábécé „alfabet”, cu articol hotărât pentru cuvinte cu inițială vocalică, la acuzativ: az ábécét;
tévé „televizor” → tévészerelő „reparator de televizoare”.
Cuvântul englezesc yuppie a fost creat de la bun început cu sufixul lexical -ie, din sintagma young urban professional „profesionist orășean tânăr”, apoi după modelul acesta au fost formate buppie (← black urban professional „profesionist orășean negru”) și guppie (← gay urban professional „profesionist orășean homosexual”).
Precum cuvintele în general, și siglele fac obiectul unor împrumuturi. Astfel, unele formate în limba engleză au fost preluate de mai multe limbi, ex. UNESCO, NATO, laser, K.O. (← knockout), WC (← water closet „closet cu apă”), O.K. O siglă din limba germană preluată de mai multe limbi este SS (← Schutzstaffel „escadron de protecție”). Limba română a împrumutat din franceză sigla SIDA.
Gradul de integrare a siglelor se reflectă și în scrierea lor. Cele pronunțate silabic se integrează mai ușor decât cele cu pronunțare alfabetică. Cel mai bine integrate sunt unele substantive comune care nici nu mai sunt simțite ca sigle. Chiar dacă se pronunță alfabetic, se scriu cu minuscule și scrierea lor redă pronunțarea. De exemplu laser, scris ca în engleză, se pronunță după regulile limbilor care au preluat cuvântul. În limba maghiară i s-a schimbat scrierea în lézer, imitând pronunțarea engleză. Un exemplu cu pronunțare silabică este hu  ábécé „alfabet”. Există și variante de scriere, de pildă en  OK sau okay, hu  OK sau oké.
În unele limbi, ca româna sau franceza, toate siglele care există în conștiința vorbitorilor ca atare, se scriu cu majuscule. În română se scriu totdeauna fără puncte siglele acronime împrumutate, ex. SIDA. Celelalte se pot scrie cu sau fără puncte (ex. O.N.U. sau ONU), tendința fiind de a le omite.
Pentru franceză nu sunt reguli oficiale, ci numai recomandări. Una din ele este de a scrie cu puncte toate siglele pronunțate alfabetic (ex. S.N.C.F.) și fără puncte toate siglele acronime, ex. OTAN.
În maghiară, toate siglele se scriu fără puncte. De asemenea în BCMS.